# 1972 год в истории метрополитена
В этой статье перечисляются основные  события из истории метрополитенов в 1972 году. Полужирным шрифтом выделены открытия новых транспортных систем.

## События
- 1 марта — открыт Нюрнбергский метрополитен.
- 8 мая — открыта вторая линия  Мюнхенского метрополитена с четырьмя станциями: «Олимпиацентрум», «Петуэльринг», «Шайдплац», «Боннер Плац». В Мюнхене теперь 17 станций.
- 7 ноября — открыты станции Бакинского метрополитена «Нефтчиляр», «Кара Караев» и «Мешеди Азизбеков». В столице Азербайджанской ССР теперь 10 станций.
- 25 декабря — открыты 27-я и 28-я станции Ленинградского метрополитена «Звёздная» и «Купчино» на Московско-Петроградской линии.
- 30 декабря — открылись станции «Баррикадная», «Улица 1905 года», «Беговая», «Полежаевская» и  «Октябрьское поле» Московского метрополитена.